# Suimanga cua de foc
El suimanga cua de foc (Aethopyga ignicauda) és un ocell de la família dels nectarínids (Nectariniidae).

## Hàbitat i distribució
Habita boscos i matolls a l'Himàlaia del nord i est de l'Índia cap al sud fins Bangladesh, Manipur i Nagaland. Sud-est del Tibet, sud-oest de la Xina i oest i nord-est de Myanmar.